# Mistrzostwa Wspólnoty Narodów w boksie 2007
Mistrzostwa Wspólnoty Narodów w boksie 2007 − 5. edycja mistrzostw Wspólnoty Narodów w boksie. Rywalizacja miała miejsce w Liverpoolu. Zawodnicy rywalizowali w 11 kategoriach wagowych. Zawody trwały od 23 do 28 lipca 2007 roku.

## Medaliści
| Kategoria wagowa              | Złoto              | Srebro           | Brąz                                 |
| Waga papierowa (-48 kg)       | Paddy Barnes       | Balbir Singh     | Hassan Fikiri Zamzadi Azizi Bin Mohd |
| Waga musza (-51 kg)           | Sunil Kumar        | Paul Butler      | K.A.M. Abid Ally Kimwaga             |
| Waga kogucia (-54 kg)         | Bruno Julie        | Luke Boyd        | Luke Campbell Santosh Singh          |
| Waga piórkowa (-57 kg)        | Stephen Smith      | Eamon Finnegan   | Jason Hastie Paul Flemming           |
| Waga lekka (-60 kg)           | Thomas Stalker     | Rakesh Kalaskar  | Stephen Donnelly Petro Mtagwa        |
| Waga lekkopółśrednia (-64 kg) | Todd Kidd          | Kevin Bizier     | Bradley Skeete Dilbag Singh          |
| Waga półśrednia (-69 kg)      | Billy Joe Saunders | Gerard O’Mahony  | Nathan Kulczycki Joseph Blackbourne  |
| Waga średnia (-75 kg)         | Eamonn O’Kane      | George Groves    | Nathan McEwen Manjeet Singh          |
| Waga półciężka (-81 kg)       | Matt Corbett       | Goodwin Mwakpala | Obed Mbwakongo Parmoj Kumar          |
| Waga ciężka (-91 kg)          | Danny Price        | Stephen Simmons  | Justin White Parveen Kumar           |
| Waga superciężka (+91 kg)     | David Price        | Daniel Beahan    | Isekeu Mama Baljeet ?                |